# 4240 Grun
4240 Grun је астероид главног астероидног појаса чија средња удаљеност од Сунца износи 2,937 астрономских јединица (АЈ).
Апсолутна магнитуда астероида је 13,7.